# Everyday sunshine line!
「Everyday sunshine line!」（エブリデイ・サンシャイン・ライン）は、麻生夏子の4作目のシングル。2010年5月12日にLantisから発売された。

## 概要
前作「Perfect-area complete!」から約3ヶ月半ぶりのリリースであり、2010年2作目のシングル。「Everyday sunshine line!」は、テレビアニメ『いちばんうしろの大魔王』のエンディングテーマとして使用された。
本作に収録されている『Teadrop of Rain』は麻生が初めて作詞をした曲である。

## 収録曲
1. Everyday sunshine line! [4:17]  
作詞：こだまさおり、作曲：関野元規、編曲：TSUKASA（Sound Online）
2. Teardrop of Rain [4:24] 
作詞：麻生夏子、作曲：水口浩次、編曲：酒井陽一
3. Everyday sunshine line!（Instrumental）
4. Teardrop of Rain（Instrumental）